# Järnvägskorsning

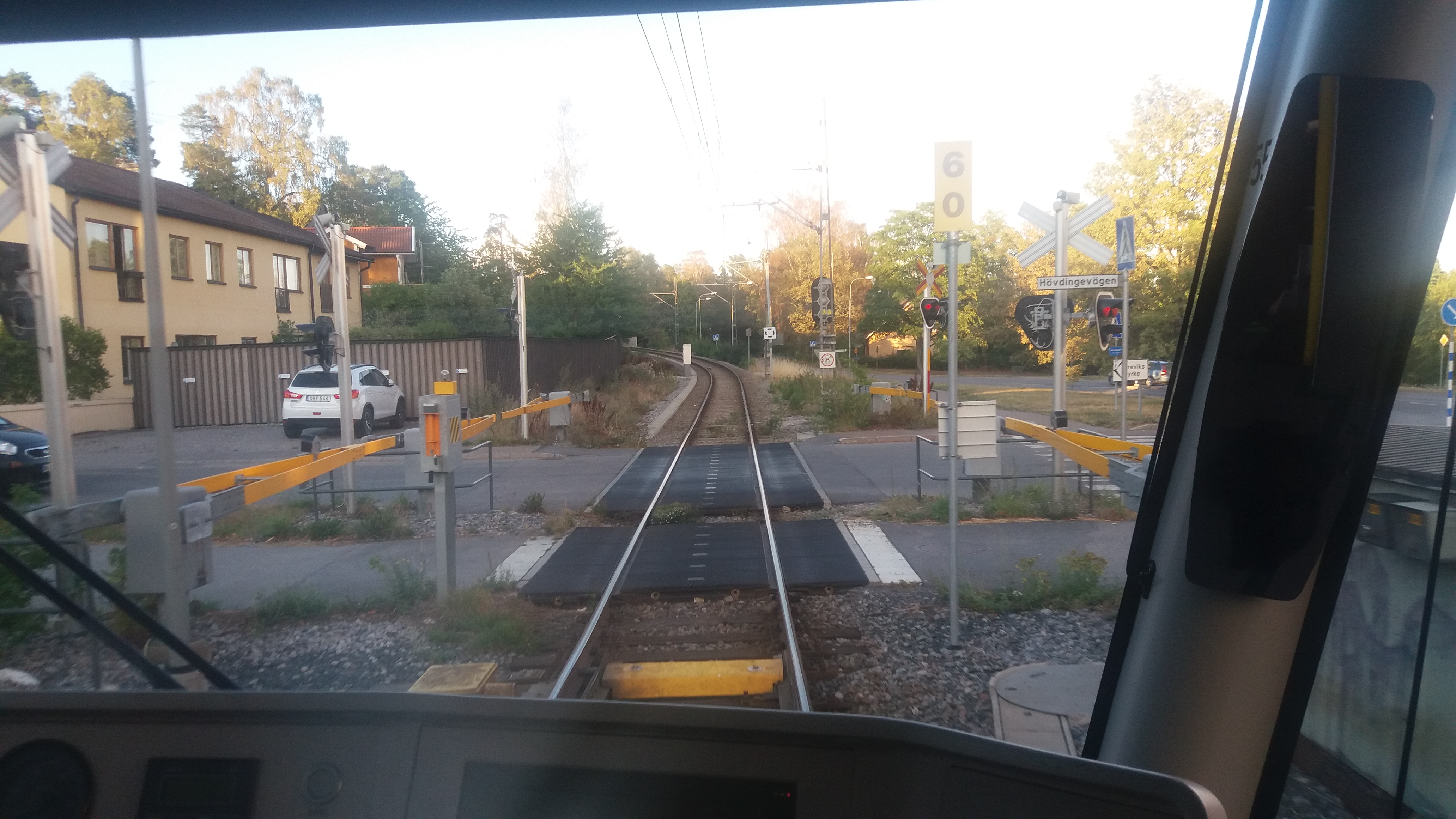
Järnvägskorsningen vid Brevik, Lidingö sedd från förarhytten.

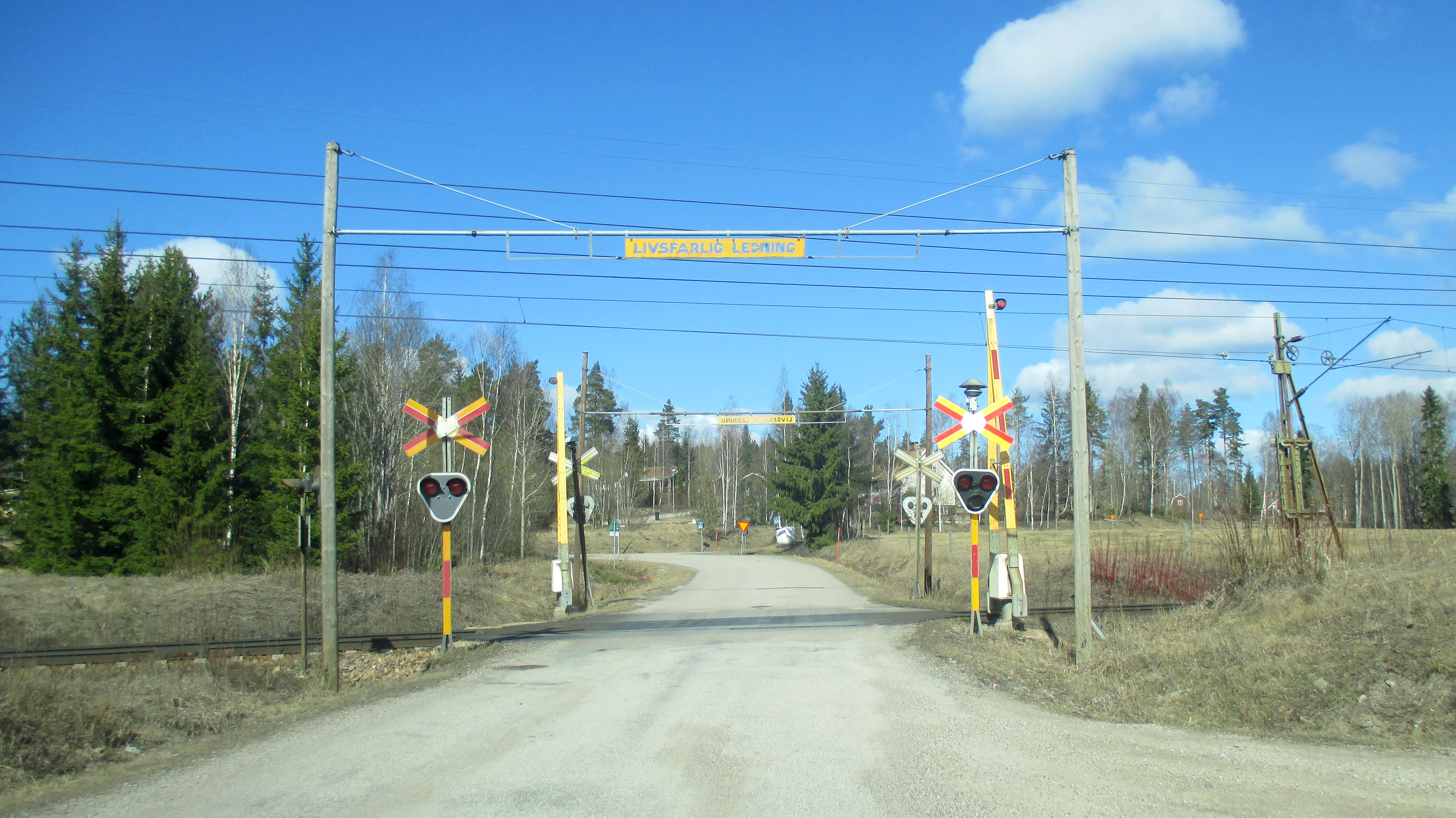
Järnvägskorsning i Karbenning.

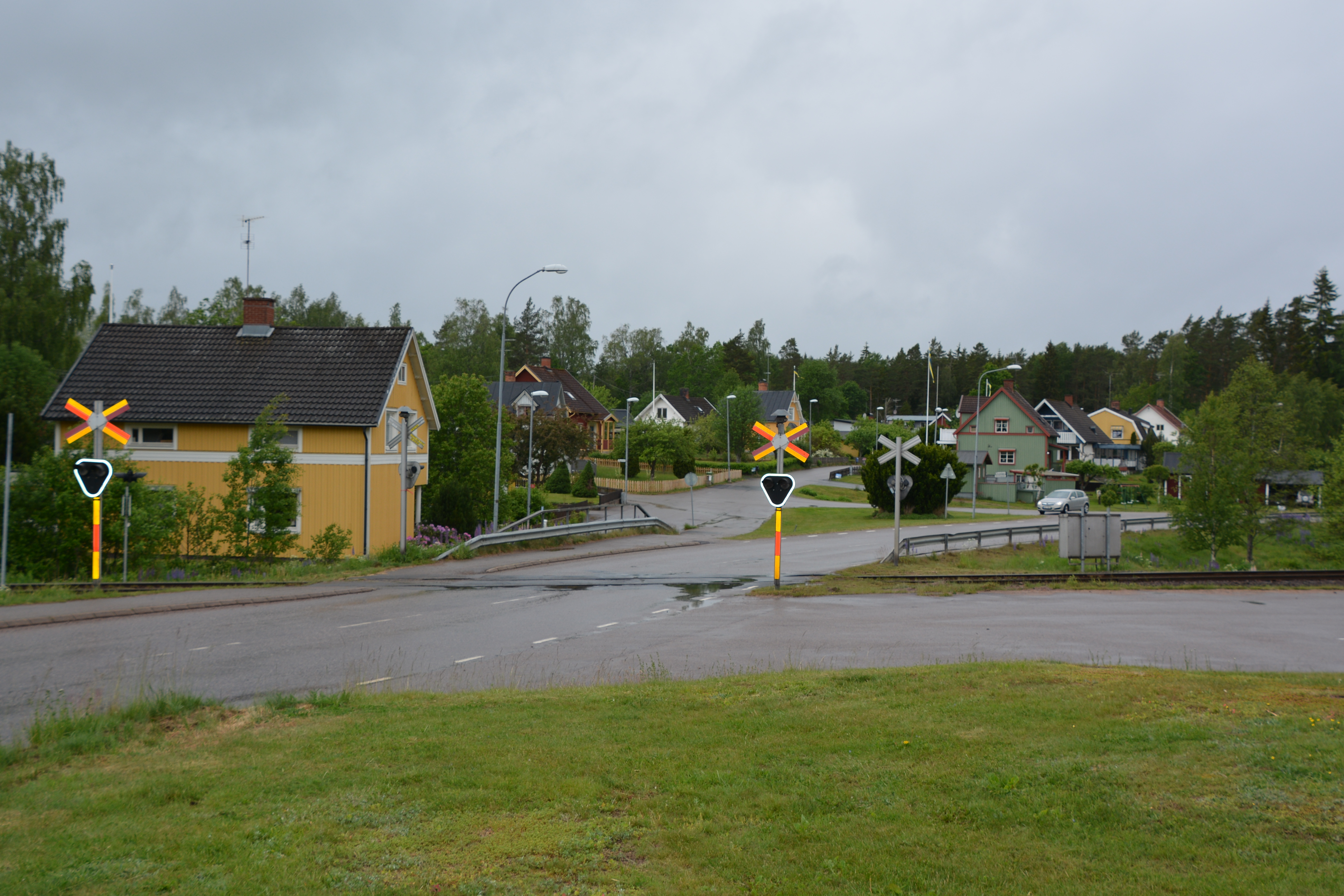
Järnvägskorsning i Kvillsfors.

En järnvägskorsning är en plats där väg korsar järnväg. Det finns två olika huvudtyper av järnvägskorsningar: 
- Plankorsningar, där väg och järnväg korsar varandra i samma plan.
- Planskilda korsningar, där väg och järnväg korsar varandra i skilda plan.

## Plankorsningar i Sverige
Plankorsningar förekommer ofta när man talar om en korsning där bilväg och järnväg korsar varandra i samma plan. Enligt förordningen (2001:651) om vägtrafikdefinitioner är en plankorsning "en korsning i samma plan mellan en väg och en sådan järnväg eller spårväg som är anlagd på en särskild banvall". Järnvägstrafiken ges företräde framför vägtrafiken i plankorsningarna, då tågen har en mycket längre accelerations- och bromssträcka samt genom sitt spårbundna läge ingen möjlighet till att väja såsom vägtrafiken har.
I Sverige finns totalt 6 300 plankorsningar som Trafikverket förvaltar, varav cirka 3 000 är försedda med någon form av  vägskyddsanläggning, antingen i form av bommar eller ljus- och ljudsignaler. Trafikverket åtgärdar årligen ca 200 plankorsningar genom att exempelvis ta bort dem, ersätta dem med planskilda korsningar, installera bommar eller genom utökad siktröjning. Det sistnämnda innebär att skog avverkas och andra hinder röjs så att ett tåg ska kunna upptäckas tio sekunder innan det når korsningen. 

### Bygge av plankorsning
Enligt Banverkets handbok BVH 701, får i Sverige nya plankorsningar bara byggas om det leder till bättre trafiksäkerhet, det vill säga ersätter en eller flera andra plankorsningar. För nybyggda järnvägar får inte plankorsningar byggas alls, utom vid måttliga tåghastigheter, vilket för nya järnvägar bara gäller godsbanor.
För befintliga plankorsningar finns i Sverige inget krav på att bygga om dem till planskilda. Det finns en beräkningsmetod för att räkna ut vilka skyddsanordningar som krävs. Man bygger om plankorsningar till planskilda beroende på hur mycket pengar som finns till det. I Sverige gäller följande regler för största tåghastighet förbi plankorsningar: 140 km/h i plankorsningar utan bommar, 160 km/h med bommar, 200 km/h med bommar och hinderdetektor. I Tyskland och flera andra länder är det 160 km/h med bommar och inte mer. I Ryssland förekommer 250 km/h över plankorsningar. För bilar gäller i Sverige högst 90 km/h med bommar och 70 utan. 
I princip har svenska regler krävt planskild korsning vid nybygge där järnväg och lite större väg korsat, sedan början av 1900-talet. Exempelvis har Bohusbanan som byggdes 1900–1907 planskilda korsningar med de flesta allmänna vägar, om än plankorsningar med många privata vägar. Undantag var för Inlandsbanan norr om Östersund. En plankorsning mellan en huvudväg och en järnväg visar alltså att vägen gått likadant sedan innan järnvägen byggdes, i princip sedan 1800-talet.

### Att färdas i plankorsningar
Grundregeln vid en korsning med järnväg eller spårväg är att det är förbjudet att korsa järnvägen eller spårvägen
1. samtidigt som ett tåg eller en spårvagn närmar sig,
2. samtidigt som trafiksignalen visar rött ljus, ljudsignalen ljuder eller bommarna är nedfällda eller på väg att fällas ned eller upp (om det finns signaler eller bommar), eller
3. vid risk för att tvingas stanna i korsningen.

När järnvägen eller spårvägen inte får korsas, måste en trafikant stanna före signaler och bommar, eller om signaler och bommar saknas på betryggande avstånd från järnvägs- eller spårvägskorsningen. 
Bommar vid plankorsningar är gjorda av trä. Om man skulle fastna mellan bommarna, går det enkelt att köra rakt igenom dem. En vägtrafikant har alltid absolut plikt att lämna fri väg för tåg och spårvagnar, som på grund av sina mycket långa bromssträckor, höga hastigheter och spårbundna färdväg, normalt inte har möjlighet att stanna i tid för något hinder. Vid nödbroms är bromssträckan ungefär 1,1 kilometer vid hastigheten 160 km/h.
Det är förbjudet att stanna eller parkera i en plankorsning, eller att parkera inom ett avstånd av 30 meter från plankorsningen. Strax före eller i en plankorsning utan bommar eller vanliga vägtrafiksignaler är det också förbjudet att köra om andra motordrivna fordon med fler hjul än två. Om signalen tänds när man är för nära för att kunna stanna på ett trafiksäkert sätt, ska man fortsätta köra. Om man bromsar ändå och blir stående på spåret ska man alltid köra vidare genast, genom bommarna om så krävs. De är av trä och ger vika för en bil. Det finns ett rättsfall i Sverige, järnvägsolyckan i Nosaby, där en lastbilsförare hamnade mellan bommarna och klev ur lastbilen utan att köra vidare. Två lokförare längst fram i tåget dödades och ett tiotal personer i den första vagnen skadades. Lastbilsföraren dömdes den 19 december 2005 till 14 månaders fängelse för grov vårdslöshet i trafik, vållande till annans död och vållande till kroppsskada.

### Skyddsanordningar

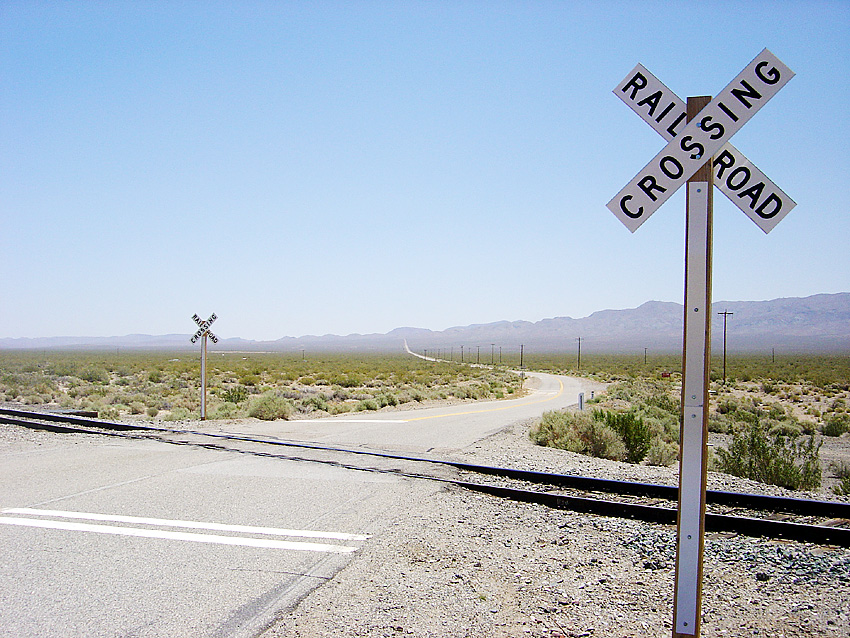
En amerikansk plankorsning med kryssmärke. Denna plankorsning har bara passiva skyddsanordningar.

Svenskt kryssmärke.

Plankorsningsskyddsanordningar kan delas in i två kategorier: aktiva anordningar och passiva anordningar. Huruvida en plankorsning bör förses med passiva eller aktiva skyddsanordningar kan utvärderas med hjälp av verktyg såsom Australian Level Crossing Assessment Model.
Till aktiva skyddsanordningar hör apparater som blir verksamma när ett tåg närmar sig plankorsningen; bland dessa finns bommar (såväl hel- som halvbommar) samt ljus- och ljudsignaler. Plankorsningar där aktiva skyddsanordningar används kan även förses med hinderdetektorer. En hinderdetektor är en anordning som känner av vägfordon i plankorsningar och då hindrar bommarna att fällas helt så att vägfordon som annars skulle bli instängda i korsningen kan köra ut. Samtidigt visas även stoppsignal till närmande tåg. Det har bara inträffat en enda riktig olycka i Sverige där sådan funnits sedan runt 1990, och det var en bil som körde rakt in i de fällda bommarna alldeles framför tåget. Det kan även användas spärrar som fysiskt förhindrar vägfordon från att komma in i plankorsningar; dessa är vanliga i Ryssland. Om det är fel på korsningsanläggningen så kan fysiska personer också placeras ut för att varna bilförare. Dessa får i sin tur sin information från tågklareraren. 
Passiva skyddsanordningar utgörs av vägskyltar, bland dem kryssmärken, stoppskyltar eller väjningspliktsskyltar.

### Vägmärken
Plankorsningar märks ut cirka 130–320 meter före korsningen, beroende på den hastighet som vägfordon brukar närma sig plankorsningen med.
Vid själva plankorsningen används kryssmärken, alltså ett vägmärke i form av ett Andreaskors. Svenska vägmärken uppfyller kraven i Wienkonventionen som Sverige i likhet med de flesta länder har förbundit sig att följa. Wienkonventionen medger olika färgval på vägmärken. De svenska vägmärkena finns i Vägmärkesförordningen, SFS 2007:90.
Om korsningen ligger på en avtagsväg markeras detta med en tilläggstavla med pil under varningsmärket.

### Signaler i Sverige
Ljussignalerna vid plankorsningar är utformade med två eller tre lyktor i en V-formation. De båda övre lyktorna är röda och blinkar växelvis för att visa "stopp". Den undre lyktan blinkar vitt när inget tåg närmar sig plankorsningen, men den saknar juridisk betydelse.
Signalerna är alltid på höger sida av vägen sett i färdriktningen. Beroende på trafikmiljön och vägbredden kan ljussignaler även finnas på vänster sida. På vänster sida saknar signalen vanligen den vita ljusöppningen. Om plankorsningen är försedd med bommar sitter det även en röd lykta på den högra bommen.
Signalerna vid plankorsningar gäller samtliga trafikanter, inklusive cyklister och fotgängare. Se även optiska signaler vid järnvägar.
|  | Blinkande rött ljus betyder alltid stopp före korsningen (även om inga bommar är nedfällda). Om farten är så hög att man riskerar att bli stående på korsningen skall man dock fortsätta. (Om man blir inlåst mellan bommarna skall man omedelbart köra rakt fram genom bommen.) |
|  | Blinkande vitt ljus betyder att man får korsa järnvägen, om det kan ske på ett trafiksäkert sätt. Man måste dock vara uppmärksam på eventuella tåg som närmar sig, med hänsyn till att signalerna när som helst kan vara ur funktion och ett tåg kan närma sig även när det inte är rött ljus, och en kollision med järnvägståg kan bli mycket förödande. Den vita signalen blinkar långsammare än det röda växelljuset för stopp. |
|  | Vissa järnvägsövergångar har en äldre signaltyp. Denna signaltyp har ett rött blinkande ljus med en enda lampa. När man får köra slocknar denna, och något vitt sken finns inte. Rött blinkande ljus betyder alltid stopp. När denna slocknar gäller samma regler som när den normala typen blinkar vitt. |

På mindre så kallade ägovägar kan det förekomma att det finns en lykta vid korsningen som slocknar när ett tåg närmar sig. Signalen är försedd med en skylt med texten "Passera ej spåret då lampan är släckt". Detta är en signaltyp som inte tillåts på allmänna vägar.

### Plankorsningar med europavägar i Sverige
- E4, 0 st
- E6, 0 st
- E10, 0 st
- E12, 1 st
- E14, 1 st
- E16, 6 st
- E18, 0 st
- E20, 0 st
- E22, 1 st
- E45, 26 st
- E65, 2 st

## Planskilda korsningar
I en planskild korsning korsar trafiken varandra på olika höjd så att trafiken på järnvägen och vägen inte påverkar varandra. Syftet med en planskild korsning är att förhindra att trafiken på vägen kommer i konflikt med trafiken på järnvägen. Detta anses vara den säkraste typen av järnvägskorsning. De är dock dyra att bygga och endast sällsynt byggs nya planskilda korsningar där det finns en plankorsning i Sverige. Däremot byggs normalt en planskild korsning istället för plankorsningar om en ny väg eller järnväg byggs.